# 13688 Оклахома
13688 Оклахома (13688 Oklahoma) — астероїд головного поясу, відкритий 9 вересня 1997 року.
Тіссеранів параметр щодо Юпітера — 3,183.
Названо на честь штату США Оклахома.